# Aphidius brasiliensis
Aphidius brasiliensis är en stekelart som beskrevs av Juan Brèthes 1918. Aphidius brasiliensis ingår i släktet Aphidius och familjen bracksteklar. Inga underarter finns listade i Catalogue of Life.